# 嶋田龍
嶋田 龍（しまだ りゅう、1999年-）は、日本の元子役である。

## 出演

### 映画
- オーズ・電王・オールライダー レッツゴー仮面ライダー（2011年）

### ドラマ
- LOVE so do I… ミライヘノキセキ（2011年、BS）
- 月曜ゴールデン「家庭教師が解く! 〜殺人方程式の推理ドリル〜」（2013年5月20日、TBS） - 須藤亮 役
- 八重の桜（2013年、NHK大河ドラマ)- 松平喜徳 役

### CM
- マクドナルド 「ハッピーセット」アイスエイジ3（2008年）
- マクドナルド 「ハッピーセット」ドラゴンボール改（2008年）
- マクドナルド 「ハッピーセット」仮面ライダーガンバライド（2010年）
- マクドナルド 「ハッピーセット」マックデジ（2010年）
- タカラトミー 「ポケモンBW」ガチエン（2010年）

### バラエティ
- ザ!世界仰天ニュース（2008年、日本テレビ)
- おもいっきりイイ!テレビ（2008年、日本テレビ）
- 第62回NHK紅白歌合戦　(2011年、NHK)